# Aurora Leigh (film)
Aurora Leigh  è un film muto del 1915. Il nome del regista non viene riportato nei titoli. Tratto dal poema di Elizabeth Barrett Browning, narra di una donna che lotta per la sua emancipazione e per mantenere la propria libertà. Un inno al diritto di voto alle donne.

## Produzione
Il film fu prodotto da Phillips Smalley per la sua casa di produzione, la Smalleys Film Company.

## Distribuzione
Distribuito dalla Paramount Pictures, il film uscì nelle sale cinematografiche USA il 14 gennaio 1915.